# Heinz Kloss
Heinz Kloss (30 de outubro de 1904 – 13 de junho de 1987) foi um linguista alemão que foi reconhecido internacionalmente após a Segunda Guerra Mundial por seu trabalho sobre plurilinguismo e minorias linguísticas.  Até 1945, ele trabalhou, como muitos filólogos e linguistas alemães da época, na construção linguística dos povos e se enredou no sistema NS.
Kloss nasceu em Halle, Saxônia-Anhalt, em 1904. Ele destacou os termos " Abstandsprache " e " Ausbausprache"  como uma contribuição para destrinchar o uso incongruente dos termos: dialeto e linguagem, que não pode ser resolvido apenas em termos linguísticos sem um componente social.
Kloss desempenhou vários papéis em instituições de pesquisa no Terceiro Reich, e fez carreira durante esse período. Ele foi, por exemplo, responsável por resumir dados estatísticos disponíveis publicamente sobre a população judaica norte-americana. Uma cópia do livro foi encontrada na biblioteca de Hitler, que se intitulava Estatísticas, Mídia e Organizações Judaicas nos Estados Unidos e Canadá . A cópia pessoal do livro de Hitler foi obtida pela Biblioteca e Arquivos do Canadá em 2018 e foi restaurada, digitalizada e disponibilizada ao público em 2019. O texto do livro em si (não a cópia de Hitler) está disponível online na Deutsche Nationale Bibliothek. (Biblioteca Nacional de Deutsche)
Há um fundo de Heinz Kloss na Biblioteca e Arquivos do Canadá . O número de referência arquivística é R11623.

## Trabalhos selecionados
- Kloss, Heinz (1929). Nebensprachen: eine sprachpolitische Studie über die Beziehungen eng Verwandter Sprachgemeinschaften. [S.l.]: Wilhelm Braumüller, Universitäts-Verlagsbuchhandlung
- Kloss, Heinz (1940–1942). Das Volksgruppenrecht in den Vereinigten Staaten von Amerika. [S.l.]: Essener Verlagsanstalt (two volumes)
- Kloss, Heinz (1967). Abstand languages and Ausbau languages. 9. [S.l.: s.n.] pp. 29–41. ISBN 9783110860252. doi:10.1515/9783110860252.278
- Kloss, Heinz (1976). [Abstand-languages and Ausbau-languages «Abstandsprachen und Ausbausprachen»] Verifique valor |urlcapítulo= (ajuda). In:  Göschel; Nail; van der Elst. Zur Theorie des Dialekts: Aufsätze aus 100 Jahren Forschung. Col: Zeitschrift fur Dialektologie and Linguistik, Beihefte, n.F., Heft 16. Wiesbaden: F. Steiner. pp. 301–322. ISBN 978-3-515-02305-4
- Kloss, Heinz (1977). The American Bilingual Tradition. [S.l.]: Newberry House. ISBN 978-0-912066-06-6